# Gouvernement Mandela
République d'Afrique du Sud
de Klerk Mbeki
Le gouvernement Mandela désigne les membres des gouvernements sud-africains dirigé durant son mandat par le président Nelson Mandela du 11 mai 1994 au 17 juin 1999.

## Histoire
De 1994 à 1996, à la suite des premières élections multiraciales au suffrage universel, l'Afrique du Sud fut dirigé par un gouvernement d'Unité nationale. 
Après le retrait du parti national (NP) du gouvernement, ce dernier fut quasi exclusivement composé de membres du congrès national africain (ANC) à l'exception de 3 ministres et d'un ministre-adjoint, membres du parti zoulou Inkatha Freedom Party (IFP) . 

## Membres du Cabinet Mandela
| Fonction                                                            | Titulaire                                                                                            | Parti    | Vice-ministre                                                                                               | Parti  |
| ------------------------------------------------------------------- | --- | -------- | --- | ------ |
| Président de la République                                          | Nelson Mandela                                                                                       | ANC      | |        |
| Premier vice-président de la République                             | Thabo Mbeki                                                                                          | ANC      | |        |
| Deuxième vice-président de la République                            | Frederik de Klerk (jusqu'au 30 juin 1996)                                                            | NP       | |        |
| Terres (jusqu'en juillet 1996)                                      | Derek Hanekom                                                                                        | ANC      | Tobie Meyer (jusqu'en mars 1996) Fanus Schoeman                                                             | NP     |
| Ministre de l'Agriculture Agriculture et terres                     | Kraai van Niekerk (jusqu'au 30 juin 1996) Derek Hanekom                                              | NP ANC   | Thoko Msane-Didiza                                                                                          |        |
| Ministre des Arts, Culture, Science et Technologie                  | Ben Ngubane                                                                                          | IFP      | Winnie Mandela                                                                                              | ANC    |
| Ministre des Affaires pénitentiaires                                | Sipho Mzimela                                                                                        | IFP      | |        |
| Défense                                                             | Joe Modise                                                                                           | ANC      | |        |
| Ministre de l'Éducation                                             | Sibusiso Bengu                                                                                       | ANC      | Renier Schoeman(jusqu'au 30 juin 1996) Smangaliso Mkhatshwa                                                 | NP ANC |
| Ministre de l'Environnement et Tourisme                             | Dawie de Villiers (jusqu'au 30 juin 1996) Pallo Jordan                                               | NP ANC   | Bantu Holomisa (jusqu'en aout 1996) Peter Mokaba                                                            | ANC    |
| Ministre des Finances                                               | Derek Keys (jusqu'en juillet 1994) Chris Liebenberg (jusqu'en avril 1996) Trevor Manuel              | NP ANC   | Alec Erwin (jusqu'en avril 1996) Gill Marcus                                                                | ANC    |
| Ministre des Affaires étrangères                                    | Alfred Nzo                                                                                           | ANC      | Aziz Pahad                                                                                                  | ANC    |
| Services généraux Affaires générales (créé en mars 1996)            | Chris Fismer (janvier 1995-mars 1996) John Mavuso                                                    | NP NP    | |        |
| Ministre de la Santé                                                | Nkosazana Dlamini-Zuma                                                                               | ANC      | |        |
| Ministre de l'Intérieur                                             | Mangosuthu Buthelezi                                                                                 | IFP      | Penuell Maduna Lindiwe Sisulu                                                                               | ANC    |
| Ministre du Logement                                                | Joe Slovo (jusqu'en janvier 1995) Sankie Mtembi–Nkondo                                               | SACP/ANC | |        |
| Ministre de la Justice                                              | Dullah Omar                                                                                          | ANC      | Chris Fismer (jusqu'en décembre 1994) Gert Myburgh (jusqu'en mars 1996) Sheila Camerer (jusqu'en juin 1996) | NP     |
| Ministre de l'Emploi                                                | Tito Mboweni                                                                                         | ANC      | |        |
| Ministre des Mines et Énergie                                       | Pik Botha (jusqu'au 30 juin 1996) Penuell Maduna                                                     | NP ANC   | Susan Shabangu (à partir d'avril 1996)                                                                      |        |
| Ministre des Postes et télécommunications                           | Pallo Jordan (jusqu'en avril 1996) Jay Naidoo                                                        | ANC      | |        |
| Ministre des Affaires provinciales et développement constitutionnel | Roelf Meyer Chris Fismer (jusqu'au 30 juin 1996) Valli Moosa                                         | NP ANC   | Valli Moosa (jusqu'au 30 juin 1996)                                                                         | ANC    |
| Ministre des Entreprises publiques                                  | Stella Sigcau                                                                                        | ANC      | |        |
| Service public et administration                                    | Zola Skweyiya                                                                                        | ANC      | |        |
| Ministre des Travaux publics                                        | Jeff Radebe                                                                                          | ANC      | |        |
| Ministre de la Sécurité                                             | Sydney Mufamadi                                                                                      | ANC      | Joe Matthews                                                                                                | IFP    |
| Ministre des Sports et Loisirs                                      | Steve Tshwete                                                                                        | ANC      | |        |
| Ministre du Commerce et Industrie                                   | Trevor Manuel (jusqu'en avril 1996) Alec Erwin                                                       | ANC      | Phumzile Mlambo-Ngcuka (à partir d'avril 1996)                                                              | ANC    |
| Ministre des Transports                                             | Mac Maharaj                                                                                          | ANC      | |        |
| Ministre des Eaux et Forêts                                         | Kader Asmal                                                                                          | ANC      | |        |
| Ministre des Affaires sociales et développement                     | Abe Williams (jusqu'en mars 1996) Patrick McKenzie (jusqu'au 30 juin 1996) Geraldine Fraser-Moleketi | NP ANC   | Sankie Nkondo (Affaires sociales)                                                                           | ANC    |
| Ministre du Programme pour la reconstruction et le développement    | Jay Naidoo (jusqu'en avril 1996)                                                                     | ANC      | |        |